# More (taal)

Een Mooré-tekst op een schoolbord in de open lucht tijdens een bijeenkomst van boeren en landbouwvoorlichters, Ziga, Burkina Faso, 1981. De tekst luidt:
"talaat Octobre kiug daar 6 soaba 1981 / moor tarongo roogo la wooto / ed fãa tom ne taaba d bayira manegre yinga / ned ka être n le n encore yẽ seka un meng ye ned fãarata / ato sôngre, ta vum yi a noogo / Ziiga "
(dinsdag, maand oktober, 6e dag, 1981 / Dit is een Mossi tarongo (?) huis / We werken allemaal samen voor de reparatie van ons huis (dorp, thuisland) / Niemand kan zeggen .. / Met hulp wordt het goed. / Ziiga)

De taal More, ook Mòoré, Moré, Mooré, Moore, Mole, Mossi of Moshi genoemd, wordt door bijna 30 miljoen mensen gesproken, vooral door de Mossi in Burkina Faso. Verder ook nog door kleine groepen in de landen Benin, Ivoorkust, Ghana, Mali en Togo.

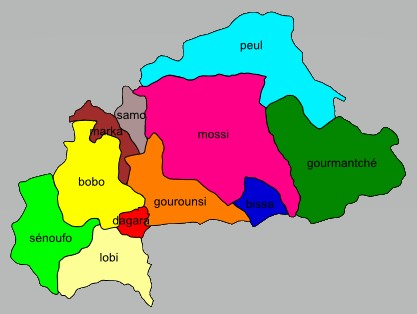
Talen van Burkina Faso met Moré (Mossi) in het midden.